# Houping, Wulong
Houping (kinesiska: 后坪) är en socken i sydvästra Kina. Den ligger i stadsdistriktet Wulong i storstadsområdet Chongqing, omkring 140 kilometer öster om det centrala stadsdistriktet Yuzhong. Houping är en etnisk minoritetssocken (族乡,"zu xiang")  för miaofolket och tujiafolket.